# ヘンリー・スクールクラフト
ヘンリー・ロウ・スクールクラフト（Henry Rowe Schoolcraft、1793年3月28日 - 1864年12月10日）は、アメリカ合衆国の地理学者、地質学者、民族学者。1832年のミシシッピ川源流部探検や、アメリカ先住民文化の初期研究をしたことで知られる。1850年代に出版した6巻のアメリカ先住民の研究書も有名。
1822年からミシガン州でアメリカ合衆国のインディアンエージェントを務めた。そこでジェーン・ジョンストンと結婚した。彼女は、著名なスコットランド・アイルランドの毛皮商人とオジブワの母の娘であり、母は、オジブワの首長Waubojeegの娘であった。ジェーンはスクールクラフトにオジブウェー語と自身の母方の文化について多くのことを教えた。2人には何人か子どもがおり、そのうち2人は幼少期を生き延びている。ジェーンは現在、アメリカで最初のアメリカ先住民の文学者と認識されている。
1846年、未亡人となったスクールクラフトは、Indian Tribes of the United States（アメリカのインディアン民族）として知られる大規模な研究を議会から依頼され、これは1851年から1857年まで6巻で出版された。1847年にサウスカロライナで奴隷を所有する家族出身のMary Howardと再婚した。1860年に彼女は反アンクル・トムの小屋であるベストセラー小説The Black Gauntletを発表した。

## 幼年期
1793年にニューヨーク州、オールバニ郡、Guilderlandで、Lawrence SchoolcraftとMargaret-Anne Barbara (旧姓 Rowe) Schoolcraftの間に生まれた。15歳でユニオン大学に入り、後にミドルベリー大学に入った。特に地質学と鉱物学に興味を持った。
父はガラス製造をしており、スクールクラフトも当初同じ業界で勉強し働いていた。1817年にこのトピックについての最初の論文Vitreologyを著した。ニューヨーク、バーモント、ニューハンプシャーのいくつかのガラス工場で働いた後、25歳の時に西部開拓の地を探検するために家業を離れた。

## 探検と地質学調査
11月18日から1819年2月にかけて、スクールクラフトは仲間のLevi Pettiboneとともに、ミズーリ州ポトシから現在のスプリングフィールドまで探検を行った。彼らはWhite Riverをさらに下りアーカンソーに至り、その地域の地理学、地質学、鉱物学の調査を行った。スクールクラフトは1819年にこの研究をA View of the Lead Mines of Missouri（ミズーリの鉛鉱山の景色）で発表した。この本の中でこの地域の鉛鉱床の可能性を正確に特定し、ミズーリは最終的に1番に鉛を生産する州となった（フランスの入植者はこれ以前の18世紀にセントルイス郊外に鉛鉱山を開発していた）。また、ヨーロッパ系アメリカ人がオザーク高原を探検した最初の記録であるJournal of a Tour into the Interior of Missouri and Arkansawを1821年に出版した。
この探検とその結果出版された著作により、スクールクラフトは陸軍長官ジョン・カルフーンの目に留まり、彼を「勤勉と野心、飽くなき好奇心を持った人物」と称した。カルフーンはミシガン準州知事ルイス・カスにスクールクラフトを推薦し、カスが率いスペリオル湖の原生地域とミシシッピ川以西の土地を探検する探検隊の一員とした。1820年春からスクールクラフトはルイス・カスの探検隊の地質学者として活動した。デトロイトを起点に、ヒューロン湖とスペリオル湖に沿ってミシシッピ川を西へ進み、川を下り現在のアイオワへ行き、ミシガン湖の湖岸を辿りデトロイトに戻ってくるという約2,000マイル (3,200 km)の旅を行った。
この探検はミシシッピ川の水源を確認し、アメリカとブリティッシュ・カナダの間の未確定の境界の問題を解決することを目的としていた。探検隊は上流に進み、今日のミネソタ州にあるアッパーレッドシーダー湖に着いた。水位が低く、それ以上上流へ行くことは不可能であったため、この湖を川の源流とし、カスにちなんで名前を変更した（しかし、スクールクラフトは、水位が高い年の早い時期にはもっと上流までカヌーで行くことができることを地元の人々が探検隊に教えていたことを記している）。スクールクラフトの探検の報告は1821年に出版されたA Narrative Journal of Travels Through the Northwestern Regions...to the Sources of the Mississippi Riverにある。
1821年、イリノイ、インディアナ、オハイオを旅する政府の探検隊の一員となった。1832年、ミシシッピ川の源流の第二次探検隊を率いた。1820年にした探検よりも1か月早く到着し、水位が高いのを利用してイタスカ湖まで行くことができた。

## 結婚と家族
スクールクラフトが最初の妻ジェーン・ジョンストンと出会ったのは、1822年にアメリカで最初のインディアンエージェントとして、ミシガン州スーセントマリーに赴任した直後であった。その2年前に政府はFort Bradyを建設し、米英戦争後の新たなイギリスの脅威を防ぐために公式の存在を確立しようとしていた。政府は、オジブワによるイギリス煽動を確実に防ごうとしていた。
ジェーン・ジョンストンは著名なスコットランド・アイルランドの毛皮商人John Johnstonと、Ozhaguscodaywayquay (Susan Johnston)の長女であった。Susanはオジブワの首長Waubojeegとその妻の娘であった。Johnstons家はどちらも高い地位があり、8人の子どもをもうけ、教養ある裕福な家族はその地域でよく知られた存在であった。
ジェーンはBamewawagezhikaquay（空を駆け抜ける星の音の女）という名前でも知られた。スクールクラフトと共有した彼女のオジブワの言語と文化に関する知識は、ロングフェローの叙事詩『ハイアワサの歌』の原典の一部を形成した。
ジェーンとヘンリーの間には4人の子どもがいた。
- William Henry (1824年6月 – 1827年3月) 3歳になる前にクループにより死去した[4]。Jane Schoolcraftは失ったことの悲しみを表現する詩を書いている[5]。
- 死産となった娘 (1925年11月)[4]
- Jane Susan Ann (1827年10月14日 - 1892年11月25日、バージニア州リッチモンド)[4] Janeeと呼ばれていた
- John Johnston (1829年10月2日 - 1864年4月24日), 南北戦争に従軍したが、ゲティスバーグの戦いで負傷し障害を負った。ニューヨーク州エルマイラで34歳で死去した[4]。

JaneeとJohnは教育の一環としてデトロイトにある全寮制の学校に通わせた。11歳のJaneeは対応できたが、9歳のJohnは対応が難しく、両親を恋しんだ。
スクールクラフト家は文学的な結婚生活を送り、家族の雑誌を作っていた。何年にもわたり手紙の中に自らの詩を入れていた。ジェーンは度重なる病気に悩まされており、1842年にカナダの姉妹を訪ねているときに死去した。オンタリオ州AncasterのSt. John's Anglican Churchに埋葬された。
1847年1月12日、ワシントンDCに引っ越したのち、53歳でMary Howard（1878年3月12日死去）と再婚した。彼女はサウスカロライナのビューフォート地区のエリート農園主の家出身の南部人で奴隷所有者であった。彼女が奴隷制度を支持し、混血が一緒になることに反対していたため、スクールクラフトの子どもとの関係にひずみが生じた。彼らは彼女と父親の両方から疎外されるようになった。
1848年にスクールクラフトの手がリウマチ性疾患により麻痺した後は、Maryは彼の世話をし、1846年に議会から依頼された大規模なアメリカインディアンの研究を完成させるために多くの注意を払った。
1860年、彼女は小説The Black Gauntlet: A Tale of Plantation Life in South Carolina（夫が奨励したと言っていた）を発表した。ハリエット・ビーチャー・ストウのベストセラー『アンクル・トムの小屋』に対抗して出版された多くの奴隷制度を擁護する本の1つであり、アメリカ南北戦争以前の10年間に出版されたこの奴隷制度の擁護は反トムのジャンルとして知られるようになった。彼女の本はストウの本ほどではないが、ベストセラーとなった。

## インディアンエージェント

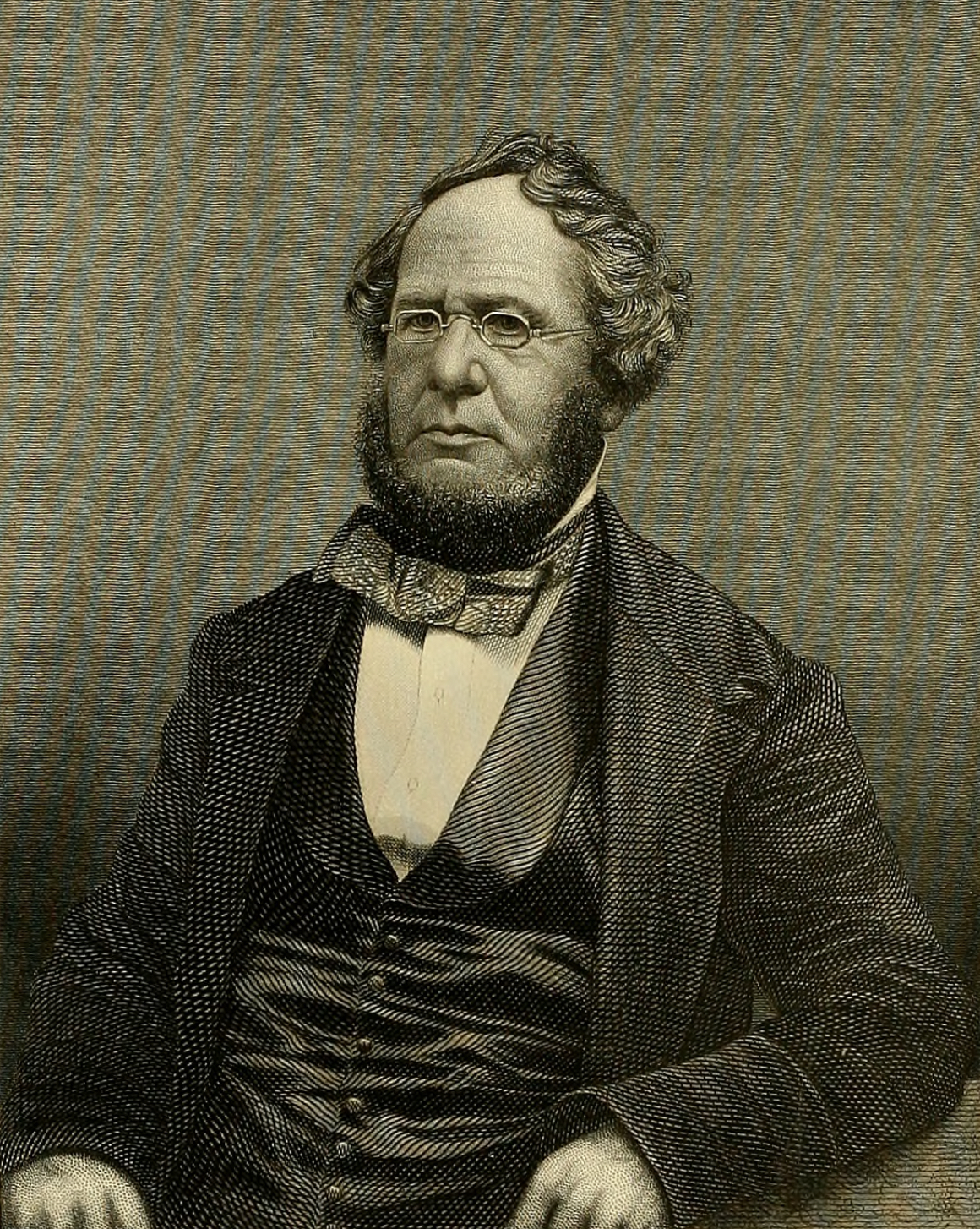

1822年にミシガン州スーセントマリーでアメリカのIndian agentに任命され、民族学的調査を開始した。現在のミシガン州北部、ウィスコンシン州、ミネソタ州の部族を担当していた。妻のジェーン・ジョンストンからオジブウェー語を学び、部族の伝承や文化の多くを学んだ。
スクールクラフトは、1826年から1827年の冬にジェーンとともに作成した家族雑誌The Muzzeniegun, or Literary Voyagerを作り、友人に配布した("muzzeniegun"はオジブウェー語で本の意）。この雑誌はほとんど彼自身の文章から構成されていたが、妻や地元の人の文章もいくつか含まれていた。単発でしか発行されなかったが、スーセントマリーの住民に広く配布され、その後デトロイトやニューヨークなどの東部都市にいるスクールクラフトの友人にも配布された。ジェーン・ジョンストンは"Rosa"というペンネームとペルソナとしてLeelinauを用いてインディアン文化の様々な側面について書いた。
ミシガン準州の議会に選出され、1828年から1832年まで務めた。1832年、オジブワ族とダコタ族（スー族）の間で続いていたトラブルを解決するために、再びミシシッピ川の上流部へ行った。平和を維持するために、できるだけ多くのアメリカ先住民の指導者と話をするようにした。また、外科医を提供され、インディアンに天然痘の予防接種を始めるように指示を受けた。彼は1750年に東海岸でヨーロッパ人と接触した戦闘部隊が帰還する以前には、オジブワ族の間で天然痘が知られていなかったことを突き止めた。彼らはフレンチ・インディアン戦争（七年戦争の北米戦線）でイギリスと戦うフランスを支援するためにモントリオールに行っていた。
航行中にこの地域を探検する機会を得て、スペリオル湖西部周辺の湖水地方の正確な地図を初めて作成した。イタスカ湖にミシシッピ川の真の源流を発見し、この湖にラテン語で「真」を意味するveritasと「頭」を意味するcaputから名前をつけた。近くのスクールクラフト川はミシシッピ川の最初の主要な支流であり、のちに彼にちなんで命名された。アメリカの新聞はこの探検を広く取り上げた。スクールクラフトは自身の著書Narrative of an Expedition Through the Upper Mississippi River to Itasca Lake (1834)でこの発見について個人的な説明をしている。
1833年にインディアン問題のため自身の管轄区域が大きく拡大されたのち、妻のジェーンとともにマキノー島に移り、そこを統治の新たな本部とした。1836年、オジブワ族との土地の争いの解決に尽力した。彼らとワシントン条約(en:Treaty of Washington (1836))を結び、何百万ドルもの価値がある1300万エーカー(53,000 km²)以上の広大な領土をアメリカに割譲した。彼はオジブワ族は農業を学び、広い狩猟用地を手放した方が良いと考えていた。政府はオジブワ族が新たな生活様式に移行する間に補助金を支払い、物資を提供することに同意したが、約束した補助金の提供はしばしば遅れ、資金不足に至った。結果としてオジブワ族は困窮した。
1838年、条約の条件に基づき、マキノー島のIndian Dormitoryの建設を監督した。この建物はアメリカ合衆国国家歴史登録財に登録されている。アメリカ政府が描いていた、より定住した生活へと移行する間に、年金を受け取るためにマキノー島に来たオジブワ族に一時的な住居を提供した。
1839年、Northern DepartmentのSuperintendent of Indian Affairsに任命された。後にAlgic Researches (2 vols., 1839)として出版される一連のアメリカ先住民の研究を開始した。これらにはアメリカ先住民の物語や伝説を集めたものが含まれており、その多くは妻のジェーン・ジョンストンが彼に語ったり、彼女の文化から彼のために翻訳したものであった。
ミシガンにいたころ、ミシガン大学の初期の評議会の一員となった。この役職で、同大学の財務組織の設立を援助した。

## 創刊した雑誌
アメリカ初の公教育に関するジャーナルThe Journal of Educationを創刊し貢献した。また、ミシガン州で最初の文学雑誌The Souvenir of the Lakesを出版した。

## 命名した地名
ミシガン州の多くの郡や旧ミシガン準州内の場所に名前をつけている。妻のペンネームである"Leelinau"からリーラノー郡を命名した。1840年に設立されたいくつかの郡に対して、しばしば「偽の」インディアン名を作った。例えば、アルコナ、Algoma、アレガン、アルピーナ、アレナク、イオスコ、カルカスカ、リーラノー、レンアウェイ、オスコダ、タスコラなどの名前は、アメリカ先住民諸語の単語や音節を、ラテン語やアラビア語の単語や音節と組み合わせたものである。ミシシッピ川の源流の湖であるイタスカ湖も彼の「偽の」インディアン名の一例である。

## 晩年

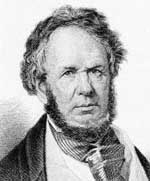
ヘンリー・ロウ・スクールクラフトの木版画

1841年にウィリアム・ハリソンが当選しホイッグ党が政権をとると、スクールクラフトはインディアンエージェントとしての政治的地位を失い、ジェーンとともにニューヨークに移住した。翌年、ヘンリーがヨーロッパを旅行中に、ジェーンはカナダの妹を訪ねているときに亡くなった。
アメリカ先住民についての執筆を続けた。1846年、議会はアメリカ先住民の部族に関する包括的な参考文献の開発を依頼した。イングランドへ渡り、インディアンの生活を描く最上のイラストレーターと広く見なされていたジョージ・カトリンに提案した作品の挿絵を依頼した。カトリンに断られるとひどく失望した。後に、陸軍将校で画家のセス・イーストマンをイラストレーターとして雇用した。イーストマンはアメリカ先住民の人々を描いた絵で有名であった。現在のミネソタ州にあるスネリング砦で2度長期の任務に就き、2度目はその地の司令官としてグレートプレーンズのインディアン文化の人々を詳しく研究し、描いた。
アメリカのインディアン部族の歴史と調査に何年もの間取り組んだ。この成果はフィラデルフィアのJ. B. Lippincott & Co.より1851年から1857年まで6巻で出版された。スクールクラフトによる学識や価値のある内容、イーストマンによる緻密で知識豊富な挿絵は称賛された。また、索引がないことや構成が悪く情報にほとんどアクセスすることができないなどの欠点も指摘されている。それからほぼ100年後の1954年にスミソニアン協会のBureau of American Ethnologyが巻の索引を作成し出版した（アメリカ政府がアメリカンインディアンの状況に関する全体的な調査を実施したのは1928年になってからであったが、この調査はチームのテクニカルディレクターのLewis MeriamにちなみMeriam Reportとして知られていた）。
死後、2番目の妻のメアリーはヘンリーの蔵書から、35の異なるアメリカ先住民の言語で出版された200冊以上の本をBoston Athenæumに寄贈した。スクールクラフトとメアリーはそれぞれワシントンD.C.のCongressional Cemeteryに埋葬されている。論文はアメリカ議会図書館に保管されている。

## 著作
- A View of the Lead-Mines of Missouri, including Observations on the Mineralogy and Geology of Missouri and Arkansaw (New York, 1819)
- "Transallegania, or the Groans of Missouri," a poem (1820)
- Journal of a Tour in the Interior of Missouri and Arkansas (1820)
- Travels from Detroit to the Sources of the Mississippi with an Expedition under Lewis Cass (Albany, 1821)
- Travels in the Central Portions of Mississippi Valley (New York, 1825)
- "The Rise of the West, or a Prospect of the Mississippi Valley," a poem (Detroit, 1827)
- "Indian Melodies," a poem (1830)
- The Man of Bronze (1834)
- Iosco, or the Vale of Norma (Detroit, 1834)
- Narrative of an Expedition Through the Upper Mississippi River to Itasca Lake (New York, 1834)
- "Helderbergia, or the Apotheosis of the Heroes of the Anti-Rent War," an anonymous poem (Albany, 1835)
- Algic Researches, a book of Indian allegories and legends (2 vols., 1839)
- Cyclopædia indianensis, of which only a single number was issued (1842)
- "Alhalla, or the Land of Talladega," a poem published under the pen-name "Henry Rowe Colcraft" (1843)
- Oneota, or Characteristics of the Red Race of America (1844-5) Republished as The Indian and his Wigwam (1848)
- Report on Aboriginal Names and the Geographical Terminology of New York (1845)
- Plan for Investigating American Ethnology (1846)
- Notes on the Iroquois, containing his report on the Six Nations (Albany, 1846; enlarged editions, New York, 1847 and 1848)
- The Red Race of America (1847)
- Notices of Antique Earthen Vessels from Florida (1847)
- Address on Early American History (New York, 1847)
- Outlines of the Life and Character of Gen. Lewis Cass (Albany, 1848)
- Bibliographical Catalogue of Books, Translations of the Scriptures, and other Publications in the Indian Tongues of the United States (Washington, 1849)
- American Indians, their History, Condition, and Prospects (Auburn, 1850)
- Personal Memoirs of a Residence of Thirty Years with the Indian Tribes on the American Frontiers, 1812 to 1842 (Philadelphia, 1851)
- Historical and Statistical Information respecting the History, Condition, and Prospects of the Indian Tribes of the United States, with illustrations by Capt. Seth Eastman, published by authority of congress, which appropriated nearly $30,000 a volume for the purpose (6 vols., 1851-7) He had collected material for two additional volumes, but the government suddenly suspended the publication of the work.
- Scenes and Adventures in the Semi-Alpine Region of the Ozark Mountains of Missouri and Arkansas, a revised edition of his first book of travel (1853)
- Summary Narrative of an Exploratory Expedition to the Sources of the Mississippi River in 1820, resumed and completed by the Discovery of its Origin in Itasca Lake in 1832 (1854)
- The Myth of Hiawatha, and other Oral Legends (1856).
- Mentor L. Williams, ed., Narrative Journal of travels Through the Northwestern Regions of the United States Extending from Detroit through the Great Chain of the American Lakes to the Sources of the Mississippi River in the year 1820, East Lansing, Michigan: The Michigan State College Press, 1953.

The Indian Fairy-Book, from Original Legends (New York, 1855), was compiled from notes that he furnished to the editor, Cornelius Mathews.

## 会員
1821年にAmerican Antiquarian Societyの会員に選出されている。

## 遺産と栄誉
多くの郡、町、湖、川、道などに彼の名前がつけられている。
- ミシガン州のスクールクラフト郡
- ミシガン州ホートン郡のSchoolcraft Township
- ミシガン州カラマズー郡のSchoolcraft Township
- ミネソタ州ハバード郡のSchoolcraft Township
- ミシガン州カラマズー郡のSchoolcraft村
- ミネソタ州のスクールクラフト川とスクールクラフト湖
- ミネソタ州イタスカ湖のスクールクラフト島
- ミズーリ州スプリングフィールドの近くにあるU.S. Route 65はSchoolcraft Freewayという名前がついている。
- Schoolcraft Roadsはミシガン州のマーケット郡、ウェイン郡、ミネソタ州のダコタ郡に位置する。
- ミシガン州リボニアにあるSchoolcraft College
- ミシガン州ウォーターフォードにあるHenry R. Schoolcraft Elementary School
- ミシガン州リボニアにあるSchoolcraft CollegeキャンパスのHenry's Food Court
- ミネソタ州のSchoolcraft State Parkは1820年と1832年の探検を記念して設立された。
- リバティ船SS Henry R. Schoolcraftは1943年に進水した。